# Cá đao răng nhỏ Đại Tây Dương
Cá đao răng nhỏ Đại Tây Dương (tên khoa học Pristis pectinata), còn được gọi là Cá đao rộng, là một cá đao của họ Pristidae, được tìm thấy ở vùng biển nhiệt đới và cận nhiệt đới ở các vùng ven biển của Đại Tây Dương, bao gồm cả Địa Trung Hải. Báo cáo từ các nơi khác bây giờ được cho là nhầm lẫn với các loài cá đao khác. Loài này là loài cực kỳ nguy cấp, nó đạt đến một chiều dài lên đến 7,6 m (25 ft).